# Sarcopoterium spinosum
Espèce
Classification phylogénétique
Sarcopoterium spinosum, la Pimprenelle épineuse, est une espèce de plantes à fleurs de la famille des Rosacées. C'est un arbrisseau méditerranéen qui forme des coussins épineux très denses puis des dômes de 80 cm de haut dans les garrigues basses (les phryganas). Espèce monoïque, donnant des fruits rouges vif à maturité, elle est originaire de l'est et du milieu du pourtour méditerranéen.
L’espèce est utilisée par les médecins bédouins comme plante médicinale contre le diabète.
Les propriétés antidiabétiques d’extraits de racines, de feuilles ou de fruits de la plante ont été validées in vitro par des méthodes pharmacologiques. De même, les effets anti-inflammatoires ont été validés par la mesure des effets immunomodulateurs dans trois modèles expérimentaux différents.

## Nomenclature et étymologie
L’espèce a été décrite et nommée Sarcopoterium spinosum par Édouard Spach, en 1846, un botaniste français, dans Ann. Sci. Nat. ser. 3 (Bot.), 5: 43.
Le nom de genre Sarcopoterium est composé de deux étymons grecs anciens 1) σάρκος / sarkos signifiant « chair »  et 2) ποτήριον / poterion qui signifie « petite coupe, calice eucharistique » mais aussi selon François Couplan, « nom désignant en latin et en grec (potêrion) une astragale épineuse ».
L’épithète spécifique spinosum vient du latin spinōsus, qui signifie « épineux, plein d'épines ».

## Synonyme
Selon WFO, le nom Sarcopoterium spinosum est valide et possède 3 synonymes :
- Poterium spinosum L. Sp. Pl. : 994 (1753)
- Pimpinella spinosa Gaertn, Fruct. Sem. Pl. ii., 162 (1788)
- Sanguisorba spinosa Bertol., Fl. Ital. 2: 191 (1835)

## Description
Arbrisseau épineux dense, haut de 30 à 80 cm,. Il forme des coussins de rameaux enchevêtrés, très denses, épineux, impénétrables pour la plupart des animaux. Avec le temps, il forme un dôme régulier, fermé par un réseau denses d’épines.
Les jeunes rameaux sont tomenteux. Les rameaux feuillus n’ont pas d’épines, les rameaux latéraux aphylles sont armés de puissantes épines aigües. Les rameaux épineux de cette plante sont souvent courts, rigides et fortement ramifiés. Les épines se développent généralement aux nœuds des rameaux, où les feuilles se seraient normalement développées.
La feuille est composées-imparipennées comprenant 9-15 folioles arrondies, les folioles sont sessiles, de 4–6 mm, entière ou bordées de lobes aigus. Les folioles sont d’un vert sombre contrastant avec les rameaux vert clair ou argentés. Elles tombent l’été.
Il existe un dimorphisme saisonnier des feuilles : les feuilles d'été de Sarcopoterium spinosum possèdent un épiderme épais composé de cellules contenant des tanins et de grandes quantités de mucilage. Dans les feuilles d'hiver, les cellules épidermiques ne produisent pas de mucilage, tandis que les composés phénoliques sont accumulés sous forme de granules uniquement.
Têtes denses de fleurs très petites, avec les fleurs femelles à 4 sépales verts, sans pétales, à styles plumeux rouge vif, à ovaire infère, situées au-dessus des fleurs mâles, à 4 pétales jaune-verdâtre, et de nombreuses étamines aux filets roses, et anthères jaunes. L’hypanthium tubulaire-urcéolé devient charnu. Les sépales sont persistants un certain temps sur les fruits.
Les fruits sont des baies rouges, sphériques, de 3–5 mm, un peu charnues, devenant brune jaunâtre  à maturité.
La floraison a lieu de février à avril (à Malte, un mois plus tard, en mars-mai), suivie par de petites baies rouge vif en été-automne.

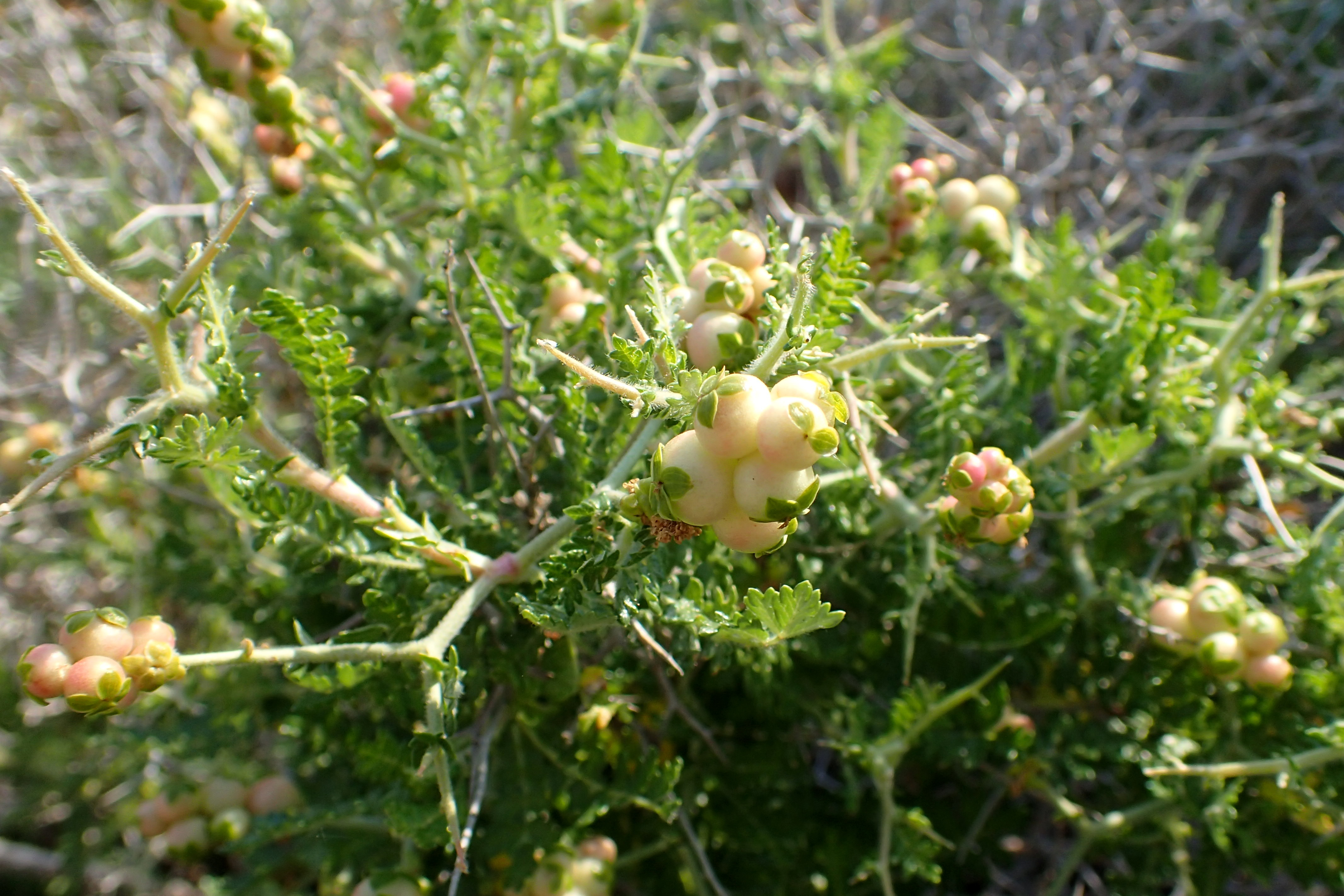
Feuilles pennées, fruits.
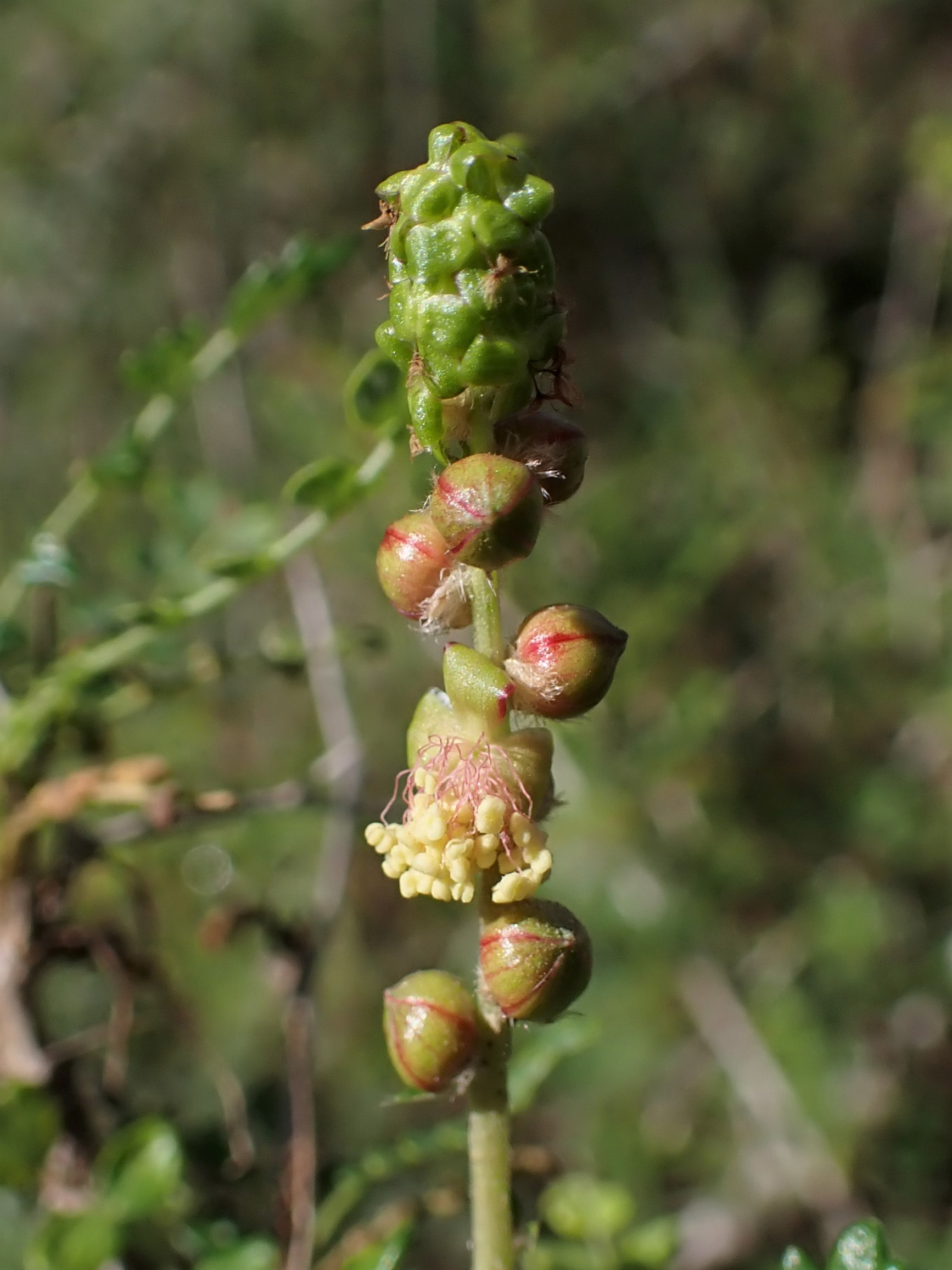
Fl. femelles (en haut), fl. mâles (en bas).
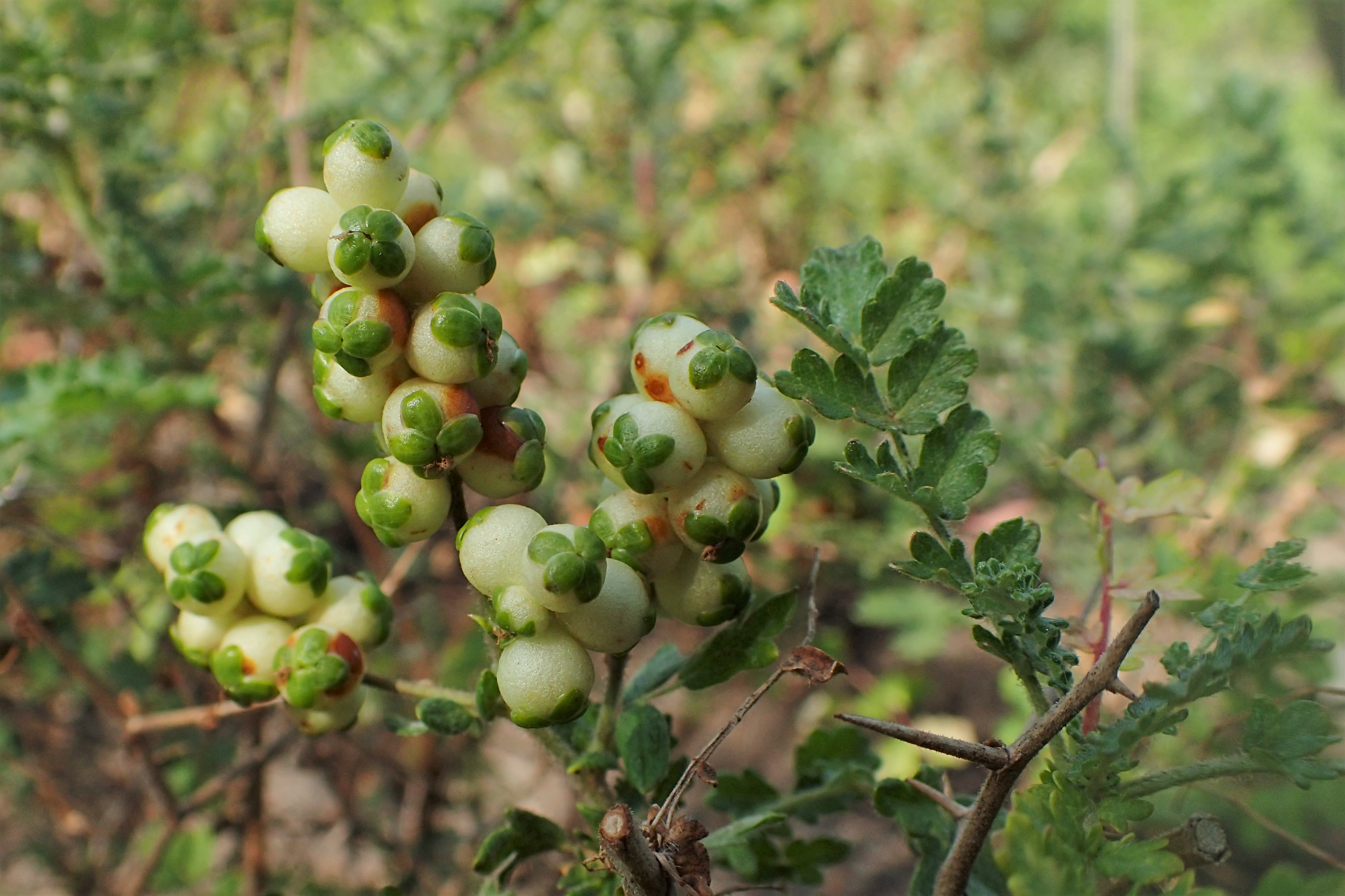
Feuille pennée, fruits immatures.
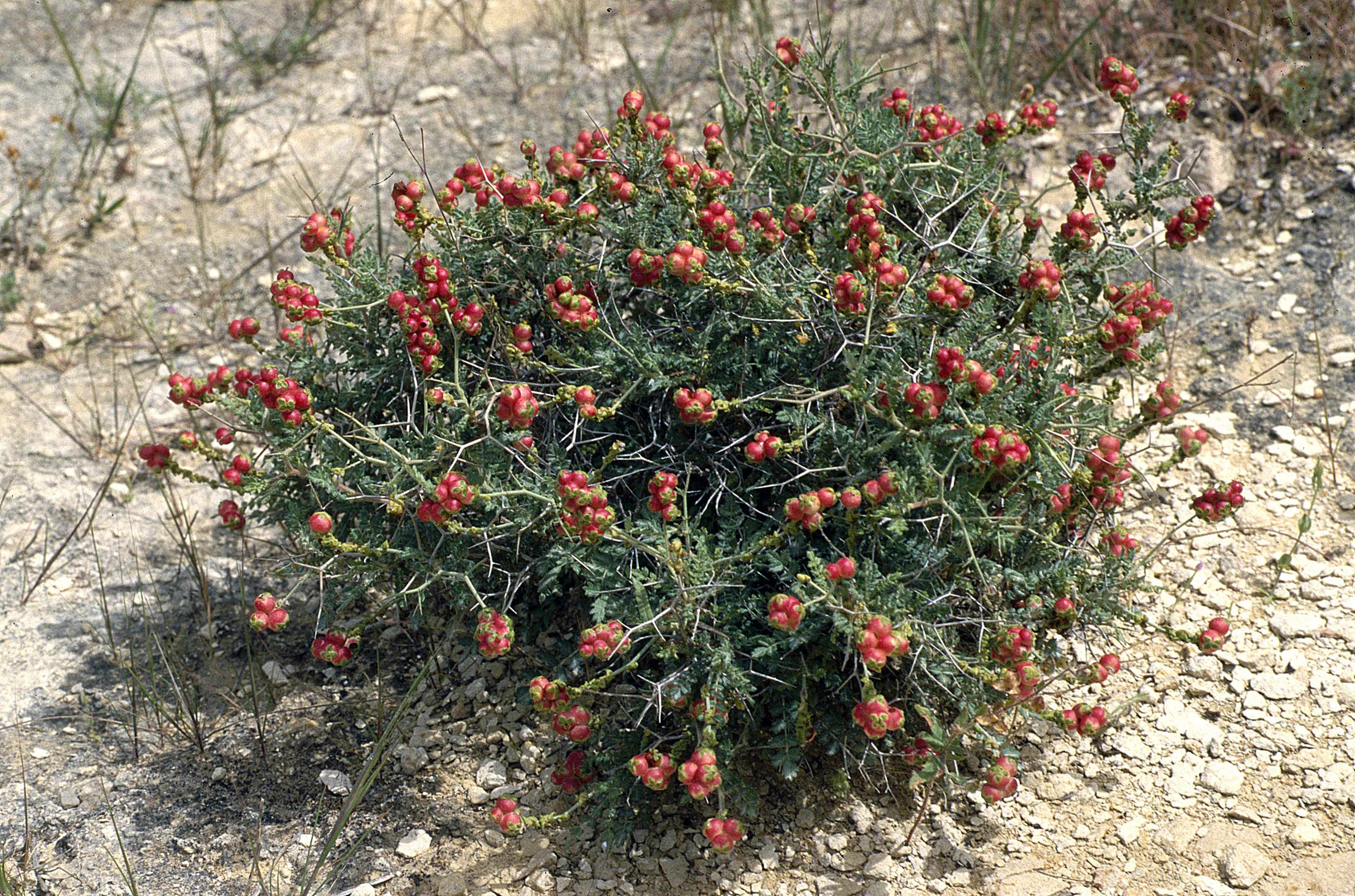
Fruits matures rouges.
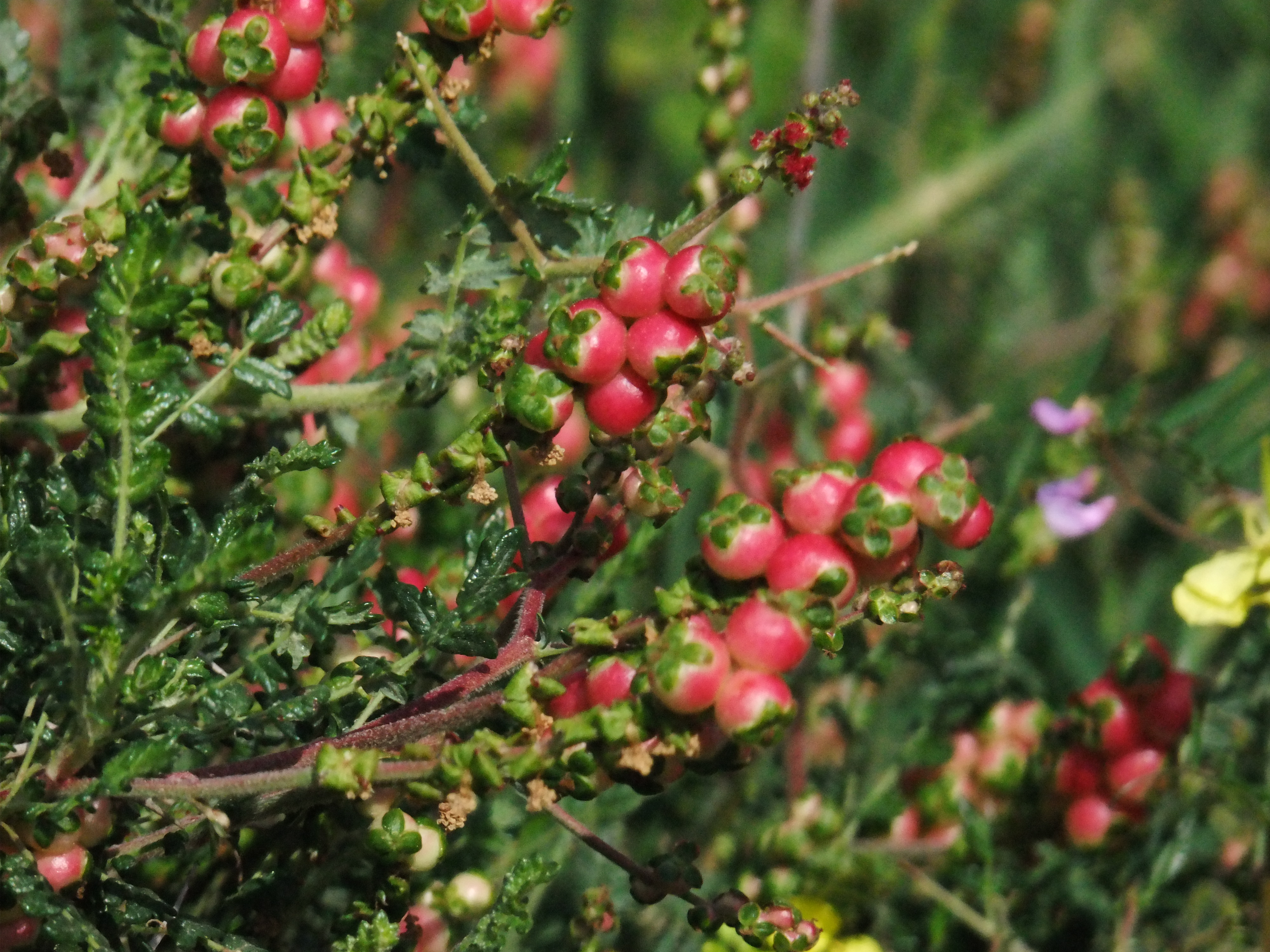
Fruits et feuilles.
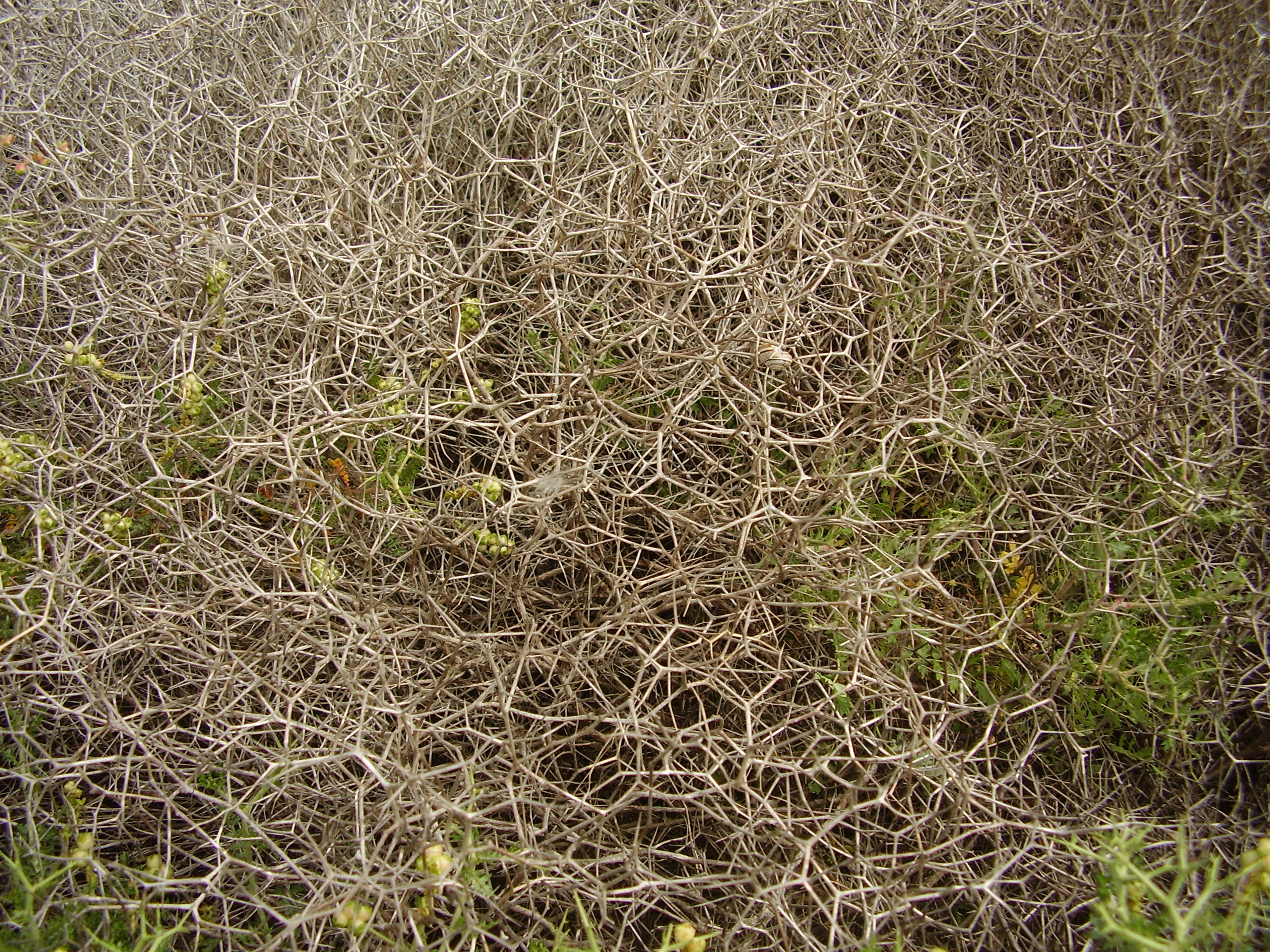
Réseaux dense d’épines.
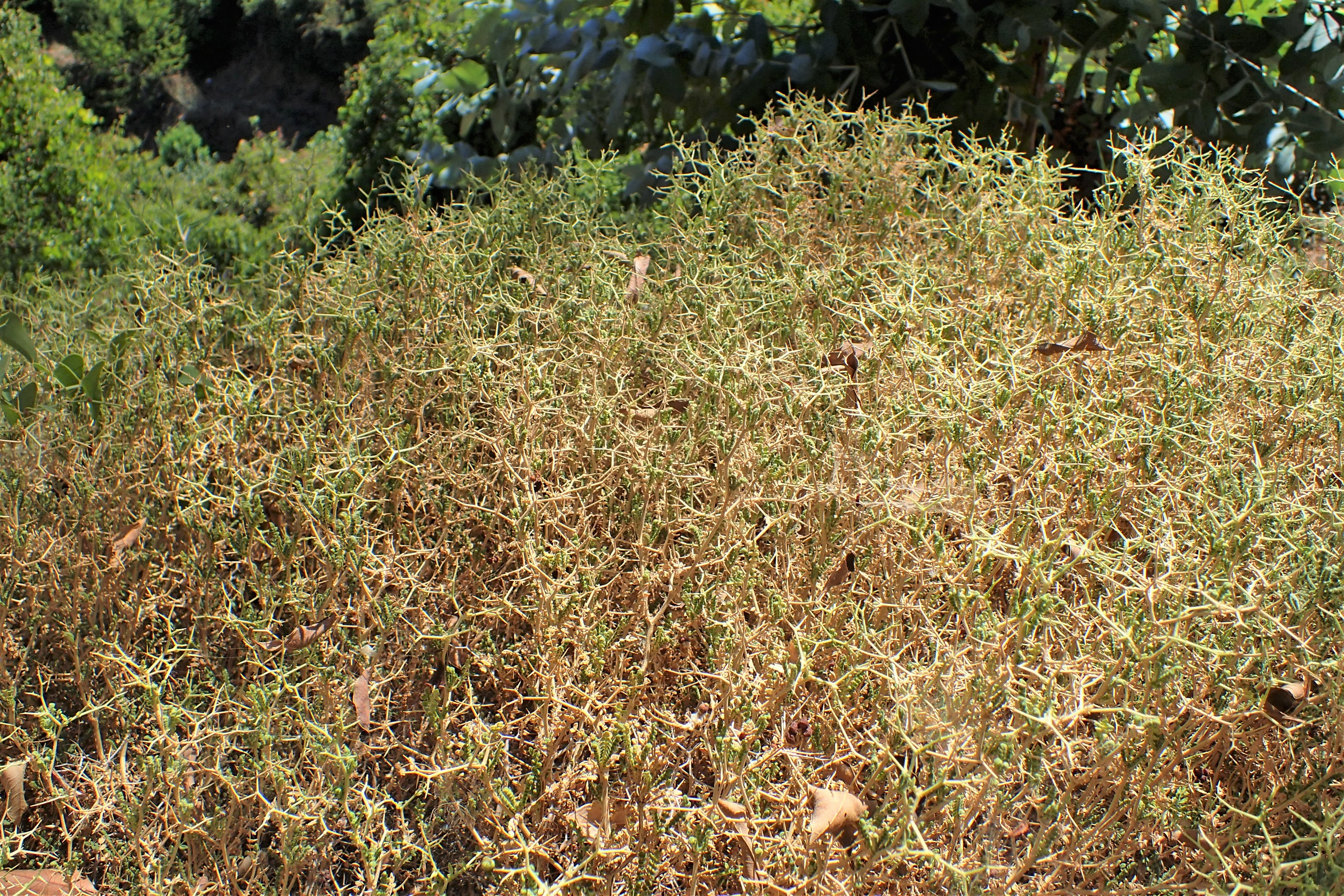
Buisson épineux.

## Distribution et habitat
Selon POWO, l’aire d’origine de l’espèce est sur le pourtour central et oriental  de la mer méditerranée : l’Albanie, Chypre, Îles Égée orientales, Grèce, Italie, Crète, Liban, Libye, Palestine, Sardaigne, Sicile, Tunisie, Turquie, Yougoslavie.
Son habitat typique est celui d'une forme caractéristique de garrigue basse, nommée phrygana dans les régions de Méditerranée orientale, avec moins d’espèces que dans les régions de Méditerranée occidentale, beaucoup de trous dans la végétation, et dominée par des arbustes épineux rampants, appartenant à différents genres tels que Genista, Euphorbia, Centaurea, Anthyllis, Thymus, etc.; sa répartition altimétrique variant de 0 à 900 m.

## Utilisation
L’arbuste entier est utilisé comme combustible, pour fabriquer des clôtures et des bergeries, et pour fabriquer des balais.
L’espèce est aussi utilisée par les médecins bédouins comme plante médicinale contre le diabète. Traditionnellement, il est utilisé comme tranquillisant et une potion préparée à partir de ses feuilles dissiperait les peurs. Plusieurs enquêtes ethnobotaniques ont documenté l’utilisation d’extraits aqueux de Pimprenelle épineuse pour le traitement du diabète mais aussi du cancer et le soulagement de la douleur (Elyasiyan  et al, 2017).
Des études antérieures ayant validé in vitro et in vivo les propriétés antidiabétiques de l’extrait de racine, Elyasiyan et al, une équipe de l’Université d'Ariel, en Israël, s'est attachée à vérifier si ces propriétés pouvaient aussi concerner les organes aériens de la plante. Elle a établi pour la première fois que les fruits et les feuilles de S. spinosum avaient aussi des propriétés antidiabétiques. Cette évaluation a été faite en mesurant l'activité des enzymes de digestion des glucides, l'absorption du glucose dans des adipocytes et la sécrétion d'insuline.
Une autre étude de la même université, menée par K. Rozenberg et al (2020) a montré que l’extrait de S. spinosum avait des effets anti-inflammatoires manifestés par les effets immunomodulateurs dans trois modèles expérimentaux différents : le tissu adipeux soumis à un stress métabolique pro-inflammatoire, les macrophages RAW264.7 et les macrophages dérivés de la moelle osseuse (BMDM).
Cinq triterpénoïdes pentacycliques ont été identifiés dans Sarcopoterium spinosum. L'acide tourmentique est suggéré comme étant le principal extrait constitutif et comme médiateur de son activité anti-proliférative sur plusieurs lignées de cellules cancéreuses. En raison de la présence de ces triterpénoïdes, les propriétés antidiabétiques, anticancéreuses et hépatoprotectrices de S. spinosum ont été étudiées dans la littérature.